# Criminal (Natti Natasha e Ozuna)
Criminal è un singolo della cantante dominicana Natti Natasha e del cantante portoricano Ozuna, pubblicato il 1º settembre 2017 su etichetta Pina Records. In Italia è entrato in rotazione radiofonica il 26 gennaio 2018.

## Tracce
Download digitale
1. Criminal – 3:52

## Successo commerciale
Il brano, disponibile su YouTube da due settimane prima della sua messa in commercio, ha ottenuto più di un miliardo di visualizzazioni in meno di cinque mesi, a cui si aggiungono oltre 450 milioni di ascolti su Spotify. Ha inoltre raggiunto il quinto posto nella classifica statunitense di musica latina.

## Classifiche

### Classifiche settimanali
| Classifica (2017-18)  | Posizione massima |
| --------------------- | ----------------- |
| Argentina             | 7                 |
| Bolivia               | 3                 |
| Cile                  | 4                 |
| Colombia              | 4                 |
| Ecuador               | 8                 |
| El Salvador           | 1                 |
| Guatemala             | 6                 |
| Italia                | 69                |
| Honduras              | 2                 |
| Nicaragua             | 2                 |
| Panama                | 9                 |
| Paraguay              | 1                 |
| Perù                  | 1                 |
| Portogallo            | 89                |
| Repubblica Dominicana | 2                 |
| Spagna                | 1                 |
| Stati Uniti           | 95                |
| Svizzera              | 91                |
| Uruguay               | 2                 |

### Classifiche di fine anno
| Classifica (2017)     | Posizione |
| --------------------- | --------- |
| El Salvador           | 10        |
| Honduras              | 3         |
| Nicaragua             | 2         |
| Repubblica Dominicana | 67        |
| Spagna                | 43        |
| Classifica (2018)     | Posizione |
| Argentina             | 18        |
| Bolivia               | 15        |
| Cile                  | 28        |
| Colombia              | 29        |
| Costa Rica            | 98        |
| Ecuador               | 58        |
| El Salvador           | 10        |
| Guatemala             | 20        |
| Honduras              | 10        |
| Nicaragua             | 7         |
| Panama                | 27        |
| Paraguay              | 34        |
| Perù                  | 16        |
| Repubblica Dominicana | 66        |
| Spagna                | 29        |
| Uruguay               | 43        |
| Venezuela             | 87        |